# Потери в Великой Отечественной войне
Потери в Великой Отечественной войне — как безвозвратные, так и демографические потери в результате данного военного конфликта.
Категории потерь в военных конфликтах:
- убитые;
- погибшие (несчастные случаи);
- умершие (от ран, болезней, голода, холода и других причин);
- раненые;
- пленные.

Согласно современным данным, до 14 февраля 2017 года считалось, что демографические потери СССР составили 25—27 млн человек. По официальной версии ВС РФ, безвозвратные военные потери СССР составляют 11 444 100 человек, из них погибло военнослужащих — 8 668 400 человек (6 818 300 солдат погибло в боях, госпиталях и при прочих происшествиях, а 1 850 100 человек не вернулось из плена), потери гражданского населения в зоне оккупации — 13 684 700 человек (из них: преднамеренно истреблено — 7 420 400 человек, погибло на принудительных работах в Германии — 2 164 300 человек, погибло от голода, болезней и отсутствия медицинской помощи — 4 100 000 человек). В 2015 году Министерство обороны РФ объявило следующие данные: безвозвратные военные потери — почти 12 млн человек, общие людские потери страны (СССР) — военнослужащих и гражданского населения — 26,6 млн человек. Материальные потери СССР составили около 30 % всего национального богатства.
По результатам комиссии ВС РФ безвозвратные потери вермахта, войск СС и прочих военных формирований нацистской Германии, действовавших на советско-германском фронте, составили 7 181 100 человек. Безвозвратные потери войск союзников нацистской Германии составили в общей сложности 1 468 145 человек. Число погибших солдат составляет 4 270 700 и 806 000 человек соответственно. Общие демографические потери Германии, Венгрии, Италии, Румынии, Финляндии и Словакии составили 11,9 млн человек.
Безвозвратные потери вооружённых сил СССР и стран Оси на Восточном фронте — 11 444 100 и 8 649 200 человек соответственно. Соотношение безвозвратных потерь составляет приблизительно от 1,3:1 и менее. При практически равном количестве военнопленных за годы войны (4 559 000 советских солдат и 4 376 300 немецких солдат) из советского плена вернулось на родину 86,5 %, или 3 787 000 солдат, из немецкого — 44,2 %, или 2 016 000 солдат.
С течением времени по различным причинам происходил большой разброс в итоговых числах. В государственных публикациях оценки потерь со стороны СССР варьировали в диапазоне от 7 до 26,6 млн человек. Позднее в публицистике фигурировали и другие цифры.

## Определение
Безвозвратные потери — это все солдаты, которые больше не могут продолжать участие в боевых действиях: погибшие, тяжело раненные (инвалиды), пропавшие без вести, взятые в плен. Легко раненые солдаты (те, кто сможет в дальнейшем встать в строй) относятся к санитарным потерям. Число погибших военнослужащих определяется как сумма безвозвратных потерь с вычетом тяжело раненных и вернувшихся из плена или тыла противника.
Общие демографические потери — сумма всех прерванных в результате войны жизней, без учёта естественной смертности. Это число как правило определяется статистическими методами, так как в большинстве случаев оперативный учёт всех погибших людей затруднён, а в некоторых случаях и вовсе невозможен.

## Потери Советского Союза

### История изучения
Различные оценки демографических потерь Советского Союза высказывались уже в годы Великой Отечественной войны. Официальная цифра демографических потерь Советского Союза менялась неоднократно. К настоящему времени зарубежная и отечественная литература о людских потерях насчитывает множество публикаций. Диапазон высказанных оценок потерь достаточно велик — от 7 до 46 млн человек.

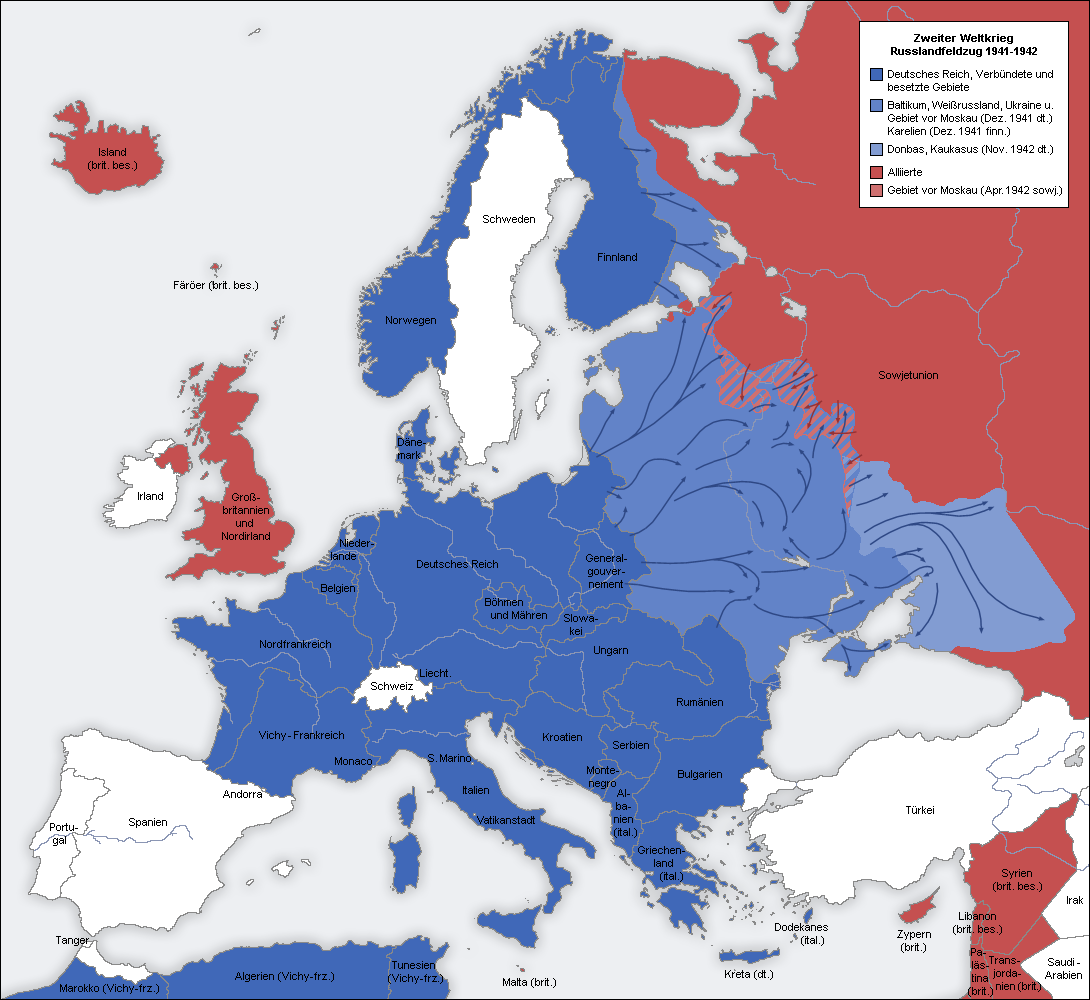
Карта военных действий 1941—1942 годов (синий — территория Германии и подконтрольных ей стран; красный — территория СССР и его союзников; голубой — оккупированные территории СССР)

В послевоенное время большинство исследователей, помимо государственной позиции СССР, приближённо оценивало общие демографические потери Советского Союза в 19—20 млн человек. В XXI веке данные большинства научных источников уточнились до 25—27 млн человек.

#### 7 млн по данным Сталина
В феврале 1946 года цифра потерь в 7 млн человек была опубликована в журнале «Большевик». В марте 1946 года Сталин в интервью газете «Правда» заявил: «В результате немецкого вторжения Советский Союз безвозвратно потерял в боях с немцами, а также вследствие немецкой оккупации и угона советских людей на немецкую каторгу около семи миллионов человек». В связи с явной назревающей идеологической и политической конфронтацией между капиталистической и социалистической системами (см. Холодная война — фактически цифры потерь были озвучены одновременно с её началом), а также в связи с раскрытием Кембриджской пятёркой существования совместных планов Британской империи и США по наступательным действиям против СССР (см. Операция «Немыслимое»), по мнению некоторых историков, озвученные советским правительством потери были явно и необходимо занижены из соображений безопасности страны. Приблизительные подсчёты для внутреннего пользования составили около 15 млн человек.
Число в 15 млн доложил Сталину глава комиссии госплановских специалистов, кандидат в члены Политбюро ЦК ВКП (б), председатель Госплана СССР Н. А. Вознесенский. Методика расчётов, которую использовала комиссия, неизвестна. Однако к осени 1945 года были подготовлены справка Управления учёта и контроля за численностью вооружённых сил Наркомата обороны СССР «О боевых потерях личного состава Красной Армии в Великой Отечественной войне» и справка Чрезвычайной Государственной Комиссии по установлению и расследованию злодеяний немецко-фашистских захватчиков и их сообщников (ЧГК) «Об итогах расследования кровавых преступлений немецко-фашистских захватчиков и их сообщников». Первым из этих документов установлены потери военнослужащих в количестве 9 млн 675 тыс. человек (включая 3 млн 344 тыс. пленных и пропавших без вести), а вторым — что на оккупированной территории СССР было убито и замучено 6 млн 716 тысяч 660 мирных советских граждан, в том числе 641 803 блокадника. Статистику смертности блокадников В. Н. Земсков считает близкой к достоверной, хотя в условиях блокады имели место приписки числа захороненных ввиду того, что работники кладбищ получали прибавку к пайку за превышение норм захоронений. А вот общая статистика гибели гражданского населения на оккупированной территории была завышена по меньшей мере вдвое, считает учёный.
Суммирование чисел 1945 года даёт 16 млн 392 тыс. человек. Однако, если учесть, что часть из попавших в плен и пропавших без вести военнослужащих осталась в живых, то тогда, действительно, общее число военных и гражданских потерь погибшими и замученными вполне могло оцениваться величиной приблизительно в 15 млн человек. Скорее всего, Сталин по каким-то политическим соображениям озвучил число вдвое меньше, которое тоже прозвучало как трагическое.

#### Западные вычисления
В конце 1940-х годов состоялись первые расчёты демографического баланса СССР за военные годы. Показательный пример — исчисления русского эмигранта, демографа Н. С. Тимашева, опубликованные в нью-йоркском «Новом журнале» в 1948 году. Всесоюзная перепись населения СССР 1939 года определила его численность в 170,5 млн. С учётом прироста население СССР к середине 1941 года должно было достигнуть 178,7 млн. Однако в 1939—1940 годах к СССР были присоединены Западная Украина и Западная Белоруссия, три балтийских государства, карельские земли Финляндии, а Румыния вернула Бессарабию и Северную Буковину. Поэтому, за вычетом карельского населения, ушедшего в Финляндию, поляков, бежавших на Запад, и немцев, репатриированных в Германию, эти территориальные приобретения дали прирост населения в 20,5 млн. Учитывая уровень рождаемости, автор получил 200,7 млн, проживавших в СССР накануне 22 июня 1941 года. По его статистическим выкладкам, в СССР в начале 1946 года проживало 106 млн взрослых, 39 млн подростков и 36 млн детей, а всего — 181 млн. Тимашев заключил, что численность населения СССР в 1946 года была на 19 млн меньше, чем в 1941 году.
Примерно к таким же результатам приходили и другие западные исследователи. В 1946 году под эгидой Лиги Наций вышла книга Ф. Лоримера «Население СССР». По одной из его гипотез, в ходе войны население СССР уменьшилось на 20 млн.
В опубликованной в 1953 году статье «Людские потери во Второй мировой войне» немецкий исследователь Г. Арнтц пришёл к заключению, что «20 млн человек — это наиболее приближающаяся к истине цифра общих потерь Советского Союза во Второй мировой войне».

#### 20 млн по данным Хрущёва и Брежнева
Новое политическое руководство после смерти И. В. Сталина осознавало, что официальная статистика людских потерь в войне занижена, о чём в докладной записке в ЦК КПСС от 14 ноября 1956 года сообщал начальник ЦСУ СССР В. Н. Старовский, предложив излагать эти данные в такой формулировке: «Советский Союз за период Великой Отечественной войны потерял в боях с захватчиками, в результате истребления населения оккупантами, а также от снижения рождаемости и увеличения смертности, особенно в оккупированных районах, свыше 20 миллионов человек». В 1956 и последующие годы Н. С. Хрущёв не решился на столь резкое изменение официальной позиции по потерям.
В 1959 году проводилась первая послевоенная перепись населения СССР. В 1961 году Хрущёв в письме премьер-министру Швеции сообщил о 20 миллионах погибших: «Разве мы можем сидеть, сложа руки и ждать повторения 1941 года, когда германские милитаристы развязали войну против Советского Союза, которая унесла два десятка миллионов жизней советских людей?» Тем не менее официальная цифра потерь осталась неизменной — 7 млн человек.
В начале 1960-х годов демографы с санкции ЦК КПСС пытались вычислить общие людские потери в войне балансовым методом, сопоставляя результаты Всесоюзных переписей населения 1939 и 1959 годов, напоминает В. Н. Земсков. Сложности применения методик позволяли вывести любую цифру в диапазоне от 15 млн до 30 млн, поэтому специалисты сделали два вывода: точное число людских потерь в 1941—1945 годов установить невозможно; реально они составляют более 20 млн. При этом максимальный показатель являлся демографическим, включавшим не только прямые жертвы войны, но и повышенную смертность из-за ухудшения условий жизни в военную пору. Так была выработана корректная формулировка — «война унесла жизни», и она позволила внести в потери не сам по себе скачок в естественной смертности населения, а отрицательное сальдо между расчётными показателями смертности и рождаемости как на оккупированной территории, так и в тылу СССР.
В 1965 году Л. И. Брежнев на 20-летие Победы заявил о более чем 20 миллионах погибших: «Столь жестокой войны, которую перенёс Советский Союз, не выпадало на долю ни одному народу. Война унесла более двадцати миллионов жизней советских людей». 9 мая 1965 года речь генерального секретаря была опубликована в газетах, изменив официальную позицию в вопросе потерь со сталинских 7 млн до 20 млн.
Сама статистика, представленная в ЦК КПСС в это время, указывала цифры от 26 до 28 млн, однако она базировалась на непомерно завышенной оценке потерь гражданского населения, которые сводили военные потери (вполне адекватно, по мнению В. Н. Земскова, оценивавшиеся в 7—9 млн) до 26 до 32 % от общего числа, что явно указывает на дефекты алгоритма. В представленные расчёты ЦСУ заложило порядка 5,5 млн неродившихся (3 млн на оккупированной территории и 2,4 млн в советскому тылу). Разъясняя этот феномен виртуальных «мёртвых душ», в реальности не существовавших, В. Н. Земсков приводит пример: если в каком-то районе за время войны умерло 300, а родилось 200 человек, разницу естественного прироста в 100 человек включали в статистику людских потерь.

#### Недостатки «балансового подхода»
В. Н. Земсков считает неприемлемой практику включения отрицательного сальдо между смертностью и рождаемостью в общую статистику жертв войны, такая статистика несопоставима с соответствующей статистикой других стран, где в людские потери включаются только прямые жертвы войны. Аналогичной точки зрения придерживается профессор Университета Джавахарлала Неру Утса Патнаик: включение в жертвы «гипотетических лиц», которые вообще никогда не рождались и которые «должны были» родиться, «родились бы», если бы рождаемость не упала, не основано на здравом смысле. В военное время рождаемость резко снизилась, поскольку десятки миллионов женщин и мужчин были разъединены, так что отрицательное сальдо естественного прироста образовывалось даже в тех районах, где уровень смертности оставался примерно на довоенных значениях.
В 20 млн потерь были, вопреки мировой практике, не только прямые жертвы войны, но и повышение естественной смертности населения в сравнении с мирным временем, что дало приблизительно 4 млн человек в дополнение к 16 млн конкретных жертв войны (военнослужащих и гражданских лиц), что привело к определённой девальвации понятия «жертвы войны» и преувеличению их масштаба без разъяснения темы косвенных потерь.

#### Изыскания конца 1980-х годов
В конце 1980-х годов в перестроечной публицистике началось ниспровержение прежних официальных данных потерь как «фальшивых» и заниженных. По мнению В. Н. Земскова, пропаганда была построена с целью представить Сталина единственным виновником огромных людских потерь в Великой Отечественной войне, для чего следовало «отменить» 20 млн и «насчитать» намного больше.
С марта 1989 года по поручению ЦК КПСС работала государственная комиссия по исследованию числа человеческих потерь СССР в Великой Отечественной войне. В комиссию входили представители Госкомстата, Академии наук, Министерства обороны, Главного архивного управления при Совете министров СССР, Комитета ветеранов войны, Союза обществ Красного Креста и Красного Полумесяца. Комиссия в полной мере использовала «новаторский» метод демографического баланса, хотя именно он привёл к ошибкам подсчётов и в первой половине 1960-х годов. Свою цифру демографических потерь в 26,6 млн человек она впервые обнародовала на торжественном заседании Верховного Совета СССР 8 мая 1990 года, а затем во «Всероссийской Книге Памяти» (1995). Обоснование этой цифры:

Общие людские потери, исчисленные комиссией с помощью балансового метода, включают всех погибших в результате военных и иных действий противника, умерших вследствие повышенного уровня смертности в период войны на оккупированной территории и в тылу, а также лиц, эмигрировавших из СССР в годы войны и не вернувшихся после её окончания. В число прямых людских потерь не включаются косвенные потери: от снижения рождаемости в период войны и повышенной смертности в послевоенные годы. Подсчет потерь балансовым методом производился за период с 22 июня 1941 г. по 31 декабря 1945 г. Верхняя граница периода была отодвинута от момента окончания войны на конец года, чтобы учесть умерших от ран в госпиталях, репатриацию в СССР военнопленных и перемещенных лиц из числа гражданского населения и репатриацию из СССР граждан других стран. Демографический баланс предполагает сопоставление населения в одних и тех же территориальных границах. Для расчётов были приняты границы СССР на 22 июня 1941 г. Оценка численности населения СССР на 22 июня 1941 г. получена путём передвижения на указанную дату итогов предвоенной переписи населения страны (17 января 1939 г.) с корректировкой чисел рождений и смертей за два с половиной года, прошедших от переписи до нападения фашистской Германии. Таким образом, численность населения СССР на середину 1941 г. определяется в 196,7 млн человек. На конец 1945 г. эта численность рассчитана путем передвижки назад возрастных данных Всесоюзной переписи 1959 г. При этом использована уточнённая информация о смертности населения и данные о внешней миграции за 1946—1958 гг. Расчёт произведён с учётом изменения границ СССР после 1941 г. В итоге население на 31 декабря 1945 г. определено в 170,5 млн человек, из которых 159,5 млн — родившиеся до 22 июня 1941 г. Общее число погибших, умерших, пропавших без вести и оказавшихся за пределами страны за годы войны составило 37,2 млн человек (разница между 196,7 и 159,5 млн человек). Однако вся эта величина не может быть отнесена к людским потерям, вызванным войной, так как и в мирное время (за 4,5 года) население подверглось бы естественной убыли за счёт обычной смертности. Если уровень смертности населения СССР в 1941—1945 гг. брать таким же, как в 1940 г., то число умерших составило бы 11,9 млн человек. За вычетом указанной величины людские потери среди граждан, родившихся до начала войны, составляют 25,3 млн человек. К этой цифре необходимо добавить потери детей, родившихся в годы войны и тогда же умерших из-за повышенной детской смертности (1,3 млн человек). В итоге общие людские потери СССР в Великой Отечественной войне, определённые методом демографического баланса, равны 26,6 млн человек". Всероссийская книга памяти.

Методика работы комиссии подверглась критике. В. Н. Земсков установил, что увеличение прежних официальных потерь комиссия получила, занизив на 7 млн масштабы естественной смертности в 1941—1945 годы. По расчетам Госкомстата, в 1940 году в СССР умерло 4,2 млн человек. Если принять, что смертность не изменилась, то за 4,5 военных года умерло бы 18,9 млн человек, и эту цифру следует вычитать из любых расчетов по определению людских потерь вследствие войны. Тем не менее комиссия отняла от цифры потерь не 18,9 млн, а 11,9 млн, что и дало прирост жертв на 7 млн.
В 1988—1993 годах коллектив военных историков под руководством генерал-полковника Г. Ф. Кривошеева провёл статистическое исследование архивных документов и других материалов, содержащих сведения о людских потерях в армии и на флоте, в пограничных и внутренних войсках НКВД. При этом были использованы результаты работы комиссии Генерального штаба по определению потерь 1966—1968 годов, возглавляемой генералом армии С. М. Штеменко и аналогичной комиссии Министерства обороны под руководством генерала армии М. А. Гареева 1988 года. Коллектив также был допущен к рассекреченным в конце 1980-х годов материалам Генерального штаба и главных штабов видов Вооружённых Сил, МВД, КГБ, погранвойск КГБ и других архивных учреждений СССР. Итогом работы стала цифра 8 668 400 человек потерь силовых структур СССР за время войны, опубликованная в 1993 году в статистическом исследовании «Гриф секретности снят: Потери Вооруженных Сил СССР в войнах, боевых действиях и военных конфликтах». Однако ряд историков подвергают критике некоторые детали работы коллектива Кривошеева, считая величину общих потерь военнослужащими существенно выше, но цифра постепенно вошла в научный оборот.

#### 27 млн по данным Горбачёва и Ельцина
Число в 27 млн закрепил президент СССР М. С. Горбачев в докладе к 45-летию Победы 9 мая 1990 года, использовав ту же формулировку («унесла жизни»), что Хрущёв и Брежнев. После публикации в «Правде» 9 мая число стало официальным, однако пропаганда нередко вместо корректного «война унесла жизни» употребляла глагол «погибнуть», искажающий смысл общих демографических потерь.
В российской публицистике начала 1990-х фигурируют оценки общих потерь СССР в Великой Отечественной войне в 40 млн человек и выше, что повторяет утверждение интервью А. И. Солженицына испанскому телевидению 1976 году, показанному в СССР в июне 1991 года. Писатель заявил, что СССР потерял во Второй мировой войне 44 млн человек.
Подобные заявления подвергаются аргументированной критике со стороны как российского, так и зарубежного научного сообщества, поскольку, как отметил В. Н. Земсков, — «их цель состоит не в поисках исторической правды, а лежит совсем в иной плоскости: ошельмовать и дискредитировать советских руководителей и военачальников и в целом советскую систему», при этом делая попытку «возвеличить успехи нацистов и их пособников». Ю. Л. Дьяков в статье 2005 года назвал «страшную цифру — более 40 млн погибших», для убедительности сославшись на некие «демографические исследования», на деле представлявшие «собой сильно преувеличенные умозрительные и интуитивные оценки, рождавшиеся в публицистической и журналистской среде и не базировавшиеся ни на каких конкретных подсчётах».
В мае 1995 года на торжествах по случаю 50-летия Победы число потерь в 27 млн подтвердил президент РФ Б. Н. Ельцин.

#### Попытки обоснования новых цифр
В 1990—1993 годах специалисты и широкая аудитория обсуждали две цифры — почти 27 млн общими людскими потерями, и почти 8,7 млн общими военными потерями. Вместе с первой цифрой стали циркулировать и 18,3 млн как гражданские потери убитыми и замученными (27−8,7 = 18,3 млн), вызвав идею об «особом характере Великой Отечественной войны, в которой гражданские потери значительно превосходили военные». Поскольку документально эту величину подтвердить было невозможно, появилась тенденция объяснить это неким недоучётом гибели гражданского населения на оккупированной территории СССР.
Согласно справке Чрезвычайной Государственной Комиссии по установлению и расследованию злодеяний немецко-фашистских захватчиков и их сообщников (ЧГК), на оккупированной территории СССР было убито и замучено 6 716 660 мирных советских граждан (в том числе 641 803 погибших жителя Ленинграда). Эта цифра была засекреченной и впервые опубликована в 1969 году в статье бывшего главного обвинителя от СССР на Нюрнбергском процессе Р. А. Руденко.
В. Н. Земсков считает общую статистику гибели гражданского населения на оккупированной территории завышенной минимум вдвое. Дело в том, что при работе местных комиссий ЧГК по установлению потерь (убитыми и замученными) гражданского населения на бывшей оккупированной территории погибшими считали всех прежних жителей сожжённых безлюдных деревень, а также эвакуированных. Академик РАН Ю. А. Поляков указывал, что «по многим городам сразу после войны людей, эвакуировавшихся в 1941 году и не вернувшихся, заносили в списки потерь, а потом они возвращались откуда-нибудь из Ташкента или Алма-Аты». В практике работы местных комиссий к «замученным» относили и людей, умерших от естественных причин.
В монографии В. И. Дашичева
«Банкротство стратегии германского фашизма. 1933—1945 гг.», Том 1, 2. — М.: Наука, 1973. — Том 2: Приложение, приводятся сведения о потерях в категории убитые, погибшие, умершие с 22 июня 1941 года по 9 мая 1945 года: немецкая армия потеряла (без раненых) на советско-германском (Восточном фронте) 1 млн 874 тыс. человек; Красная армия потеряла (без раненых) 8,8 млн человек.

#### Позднейшие инициативы
5 мая 2008 года Президент Российской Федерации подписал распоряжение «Об издании фундаментального многотомного труда „Великая Отечественная 1941—1945 годов“». 23 октября 2009 года Министр обороны Российской Федерации подписал приказ «О Межведомственной комиссии по подсчёту потерь в годы Великой Отечественной войны 1941—1945 годов». В состав комиссии входили представители Минобороны, ФСБ, МВД, Росстата, Росархива. В декабре 2011 года представитель комиссии озвучил общие демографические потери страны за военный период 26,6 млн человек, из них потери действующих вооружённых сил 8 668 400 человек.
В 2007 году Министерством обороны Российской Федерации создан был электронный архив «Мемориал» («www.obd-memorial.ru»), который содержит информацию о погибших и пропавших без вести в годы войны. По данным сайта, по состоянию на октябрь 2019 года архив включал около 17 млн цифровых копий документов о безвозвратных потерях и 20 млн именных записей о потерях Красной Армии в войне.

### Людские потери

#### Общая оценка
Группа исследователей под руководством Г. Ф. Кривошеева оценивает общие людские потери СССР в Великой Отечественной войне, определённые методом демографического баланса, в 26,6 млн человек. Сюда входят все погибшие в результате военных и иных действий противника, умершие вследствие повышенного уровня смертности в период войны на оккупированной территории и в тылу, а также лица, эмигрировавшие из СССР в годы войны и не вернувшиеся после её окончания. Для сравнения, по оценкам того же коллектива исследователей, убыль населения России в Первую мировую войну (потери военнослужащих и гражданского населения) составила 4,5 млн человек, а аналогичная убыль в Гражданской войне — 8 млн человек.
Что касается полового состава умерших и погибших, то подавляющее большинство приходилось на мужчин (около 20 млн). В целом к концу 1945 года численность женщин в возрасте от 20 до 29 лет вдвое превышала в СССР численность мужчин того же возраста.
Рассматривая работу группы Г. Ф. Кривошеева, западные исследователи С. Максудов и М. Эллман приходят к выводу о том, что данная ею оценка людских потерь в 26—27 миллионов относительно надёжна. Они, однако, указывают как на возможность недооценки числа потерь за счёт неполного учёта населения территорий, присоединённых СССР перед войной и в конце войны, так и на возможность завышения потерь за счёт недоучёта эмиграции из СССР в 1941—1945 годы. Кроме того, официальные подсчёты не учитывают падение уровня рождаемости, из-за которого население СССР к концу 1945 должно было быть ориентировочно на 35—36 миллионов человек больше, если бы не было войны. Впрочем, это число признаётся ими гипотетическим, поскольку оно базируется на недостаточно строгих допущениях.
По подсчётам профессора международной политической экономии в Вулверхэмптонского университета М. Хейнса, — в период с 1941 по 1945 год СССР потерял 42,7 млн своего населения. Из них, если бы не было войны, смертность за данный период времени составила бы 16,1 млн человек. Следовательно, чистые демографические потери в результате войны составили около 26,6 млн человек, но это число полученное группой Г. Ф. Кривошеева, задаёт лишь нижний предел всех потерь СССР в войне. По мнению М. Хайнеса, общее число потерь в результате войны, где причиной смерти стали военные насилия, недоедания, болезни или репрессии, колеблется где-то между 26,6 и 42,7 млн человек. Ему, однако, возражает М. Харрисон, который на основе статистических подсчётов приходит к выводу о том, что, даже учитывая некоторую неопределённость при оценке эмиграции и снижение уровня рождаемости, реальные военные потери СССР должны оцениваться в пределах от 23,9 до 25,8 миллиона человек.
В «Кембриджской истории России» (2006) Дж. Барбер и М. Харрисон оценивают общие потери СССР (военные и гражданские) в 25 млн человек, допуская погрешность в 1 млн.
| Возраст на начало 1946 года | Мужчины                   | Мужчины                 | Мужчины    | Мужчины  | Женщины                   | Женщины                 | Женщины   | Женщины  |
| Возраст на начало 1946 года | Теоретическая численность | Фактическая численность | Потери     | % потерь | Теоретическая численность | Фактическая численность | Потери    | % потерь |
| --------------------------- | ------------------------- | ----------------------- | ---------- | -------- | ------------------------- | ----------------------- | --------- | -------- |
| 0—4                         | 7 334 000                 | 6 687 000               | 647 000    | 8,8 %    | 7 293 000                 | 6 632 000               | 661 000   | 9,1 %    |
| 5—9                         | 11 591 000                | 11 006 000              | 585 000    | 5,0 %    | 11 684 000                | 11 054 000              | 630 000   | 5,4 %    |
| 10—14                       | 8 954 000                 | 8 761 000               | 193 000    | 2,2 %    | 9 007 000                 | 8 900 000               | 107 000   | 1,2 %    |
| 15—19                       | 11 092 000                | 10 028 000              | 1 064 000  | 9,6 %    | 11 220 000                | 10 880 000              | 340 000   | 3,0 %    |
| 20—24                       | 9 839 000                 | 6 430 000               | 3 409 000  | 34,6 %   | 9 911 000                 | 9 023 000               | 888 000   | 9,0 %    |
| 25—29                       | 6 871 000                 | 4 357 000               | 2 514 000  | 36,6 %   | 7 437 000                 | 6 648 000               | 789 000   | 10,6 %   |
| 30—34                       | 8 238 000                 | 5 156 000               | 3 082 000  | 37,4 %   | 8 982 000                 | 7 996 000               | 986 000   | 11,0 %   |
| 35—39                       | 7 712 000                 | 5 006 000               | 2 706 000  | 35,1 %   | 8 007 000                 | 7 528 000               | 479 000   | 6,0 %    |
| 40—44                       | 6 148 000                 | 4 070 000               | 2 078 000  | 33,8 %   | 6 658 000                 | 6 509 000               | 149 000   | 2,2 %    |
| 45—49                       | 4 637 000                 | 3 282 000               | 1 355 000  | 29,2 %   | 5 571 000                 | 5 418 000               | 153 000   | 2,7 %    |
| 50—54                       | 3 404 000                 | 2 882 000               | 522 000    | 15,3 %   | 4 137 000                 | 3 967 000               | 170 000   | 4,1 %    |
| 55—59                       | 2 727 000                 | 2 307 000               | 420 000    | 15,4 %   | 3 586 000                 | 3 407 000               | 179 000   | 5,0 %    |
| 60—64                       | 2 100 000                 | 1 705 000               | 395 000    | 18,8 %   | 3 046 000                 | 2 848 000               | 198 000   | 6,5 %    |
| 65 и старше                 | 3 768 000                 | 2 687 000               | 1 081 000  | 28,7 %   | 6 207 000                 | 5 374 000               | 833 000   | 13,4 %   |
| Всего                       | 94 415 000                | 74 364 000              | 20 051 000 | 21,2 %   | 102 746 000               | 96 184 000              | 6 562 000 | 6,4 %    |

#### Военнослужащие

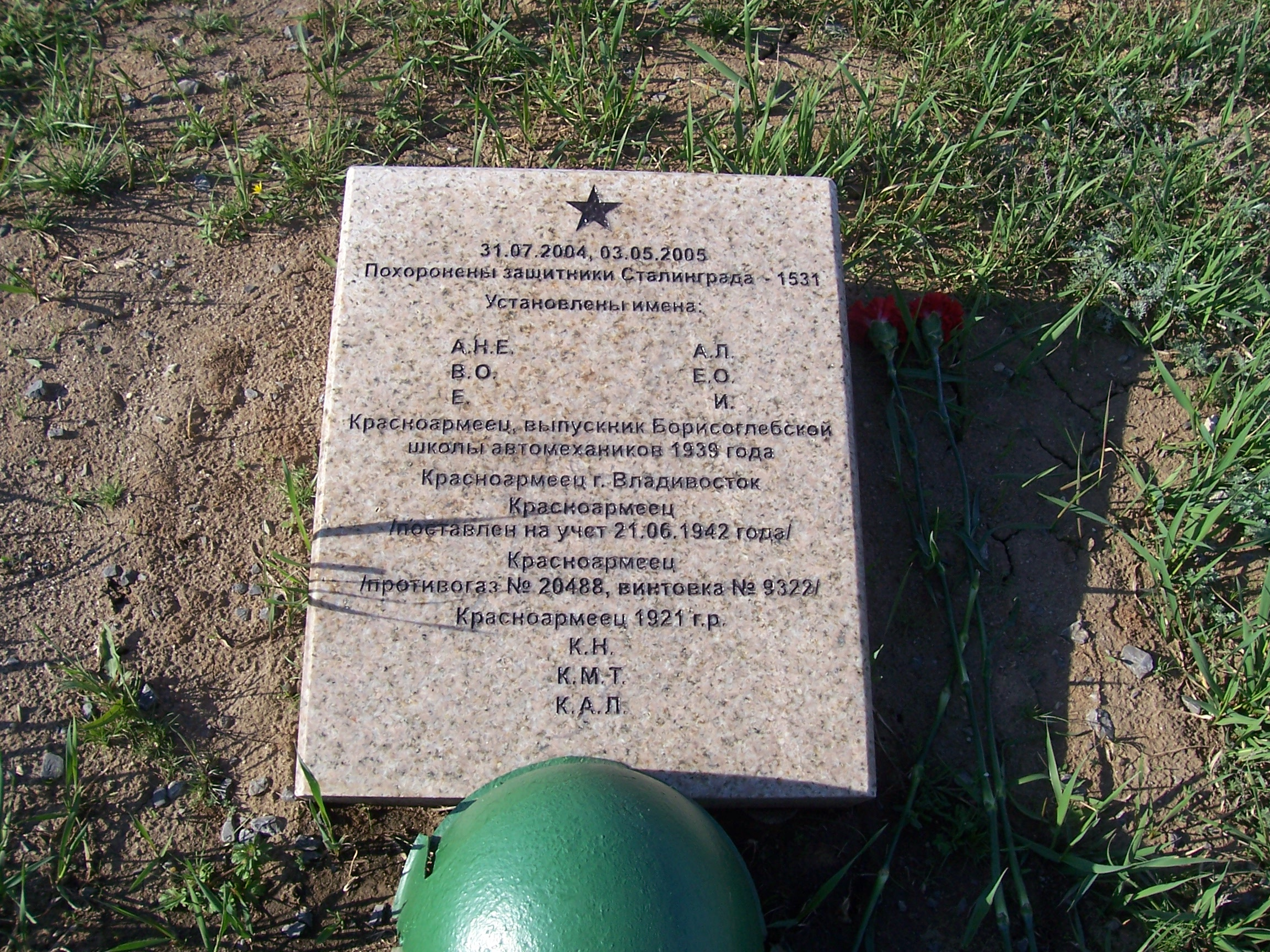
Братская могила советских солдат, погибших в Сталинградской битве. Военно-мемориальное кладбище в селе Россошки, Волгоградская область, Россия

По данным Министерства обороны России, безвозвратные потери в ходе боевых действий на советско-германском фронте с 22 июня 1941 по 9 мая 1945 года составили 11 444 100 советских военнослужащих. Источником послужили рассекреченные в 1993 году данные и данные, полученные в ходе поисковых работ Вахт Памяти и в исторических архивах.
Согласно рассекреченным данным 1993 года:
- убито, умерло от ран — 6 329 600 человек;
- небоевые потери: умерло от болезней, погибло в результате происшествий, осуждено к расстрелу — 555 500 человек;
- пропало без вести, попало в плен — 3 396 400 человек;
- неучтённые потери первых месяцев войны — 1 162 600 человек.

Согласно данным Г. Ф. Кривошеева, во время Великой Отечественной войны всего пропали без вести и попали в плен 3 396 400 военнослужащих (ещё около 1 162 600 были отнесены к неучтённым боевым потерям первых месяцев войны, когда боевые части не предоставили по этим потерям никаких донесений), то есть всего без вести пропавших, попавших в плен и неучтённых боевых потерь — 4 559 000; вернулись из плена 1 836 000 военнослужащих, не вернулись (погибли, эмигрировали) — 1 783 300 (то есть всего пленных — 3 619 300, что больше, чем вместе с пропавшими без вести); ранее считавшиеся без вести пропавшими, которые были призваны вторично с освобождённых территорий, — 939 700. Таким образом, официальное число погибших военнослужащих составило 8 668 400 человек (погибшие 6 885 100, согласно рассекреченным данным 1993 года, и не вернувшиеся из плена 1 783 300).
Демографы Е. М. Андреев, Л. Е. Дарский, Т. Л. Харькова опубликовали в 1993 году демографические обоснования для приводимой Г. И. Кривошеевым в книге «Гриф секретности снят…» статистики потерь. По их сведениям, сверхсмертность мужчин в возрасте 18—55 лет, призванных в армию, составила 25 %, не призванных в армию — 35 %.
| Национальность        | Число потерь | % к общему числу погибших |
| --------------------- | ------------ | ------------------------- |
| Русские               | 5 756 000    | 66,402                    |
| Украинцы              | 1 377 400    | 15,890                    |
| Белорусы              | 252 900      | 2,917                     |
| Татары                | 187 700      | 2,165                     |
| Евреи                 | 142 500      | 1,644                     |
| Казахи                | 125 500      | 1,448                     |
| Узбеки                | 117 900      | 1,360                     |
| Армяне                | 83 700       | 0,966                     |
| Грузины               | 79 500       | 0,917                     |
| Мордва                | 63 300       | 0,730                     |
| Чуваши                | 63 300       | 0,730                     |
| Азербайджанцы         | 58 400       | 0,673                     |
| Молдаване             | 53 900       | 0,621                     |
| Башкиры               | 31 700       | 0,366                     |
| Киргизы               | 26 600       | 0,307                     |
| Удмурты               | 23 200       | 0,268                     |
| Таджики               | 22 900       | 0,264                     |
| Туркмены              | 21 300       | 0,246                     |
| Эстонцы               | 21 200       | 0,245                     |
| Марийцы               | 20 900       | 0,241                     |
| Буряты                | 13 000       | 0,150                     |
| Коми                  | 11 600       | 0,134                     |
| Латыши                | 11 600       | 0,134                     |
| Литовцы               | 11 600       | 0,134                     |
| Народности Дагестана  | 11 100       | 0,128                     |
| Осетины               | 10 700       | 0,123                     |
| Поляки                | 10 100       | 0,117                     |
| Карелы                | 9500         | 0,110                     |
| Калмыки               | 4000         | 0,046                     |
| Кабардинцы и балкарцы | 3400         | 0,039                     |
| Греки                 | 2400         | 0,028                     |
| Чеченцы и ингуши      | 2300         | 0,026                     |
| Финны                 | 1600         | 0,018                     |
| Болгары               | 1100         | 0,013                     |
| Чехи и словаки        | 400          | 0,005                     |
| Китайцы               | 400          | 0,005                     |
| Ассирийцы             | 200          | 0,002                     |
| Югославы              | 100          | 0,001                     |
| Другие национальности | 33 700       | 0,389                     |
| Всего                 | 8 668 400    | 100,0                     |

| Год и квартал     | Среднемесячная списочная численность | Убито и умерло от ран | Умерло от болезней и в результате происшествий | Пропало без вести, попало в плен | Итого      | % к среднемесячной численности |
| ----------------- | ------------------------------------ | --------------------- | ---------------------------------------------- | -------------------------------- | ---------- | ------------------------------ |
| 1941, III квартал | 3 334 400                            | 277 052               | 153 526                                        | 1 699 099                        | 2 129 677  | 63,9 %                         |
| 1941, IV квартал  | 2 818 500                            | 289 800               | 81 813                                         | 636 383                          | 1 007 996  | 35,7 %                         |
| 1942, I квартал   | 4 186 000                            | 459 332               | 34 328                                         | 181 655                          | 675 315    | 16,1 %                         |
| 1942, II квартал  | 5 060 300                            | 288 149               | 26 294                                         | 528 455                          | 842 898    | 16,6 %                         |
| 1942, III квартал | 5 664 600                            | 486 039               | 53 689                                         | 684 767                          | 1 224 495  | 21,6 %                         |
| 1942, IV квартал  | 6 343 600                            | 360 322               | 34 842                                         | 120 344                          | 515 508    | 8,1 %                          |
| 1943, I квартал   | 5 892 800                            | 552 386               | 30 200                                         | 144 128                          | 726 714    | 12,3 %                         |
| 1943, II квартал  | 6 459 800                            | 154 221               | 15 231                                         | 22 452                           | 191 904    | 3,0 %                          |
| 1943, III квартал | 6 816 800                            | 673 729               | 14 413                                         | 115 714                          | 803 856    | 11,8 %                         |
| 1943, IV квартал  | 6 387 200                            | 489 128               | 15 315                                         | 85 512                           | 589 955    | 9,2 %                          |
| 1944, I квартал   | 6 268 600                            | 509 319               | 8 779                                          | 52 663                           | 570 761    | 9,1 %                          |
| 1944, II квартал  | 6 447 000                            | 293 094               | 12 787                                         | 38 377                           | 344 258    | 5,3 %                          |
| 1944, III квартал | 6 714 300                            | 449 834               | 15 491                                         | 45 465                           | 510 790    | 7,6 %                          |
| 1944, IV квартал  | 6 770 100                            | 289 661               | 17 363                                         | 31 058                           | 338 082    | 5,0 %                          |
| 1945, I квартал   | 6 461 100                            | 488 083               | 17 979                                         | 51 459                           | 557 521    | 8,6 %                          |
| 1945, II квартал  | 6 135 300                            | 217 588               | 8530                                           | 17 178                           | 243 296    | 4,0 %                          |
| Всего             | 5 778 500                            | 6 277 737             | 540 580                                        | 4 454 709                        | 11 273 026 | 195 %                          |

#### Гражданское население

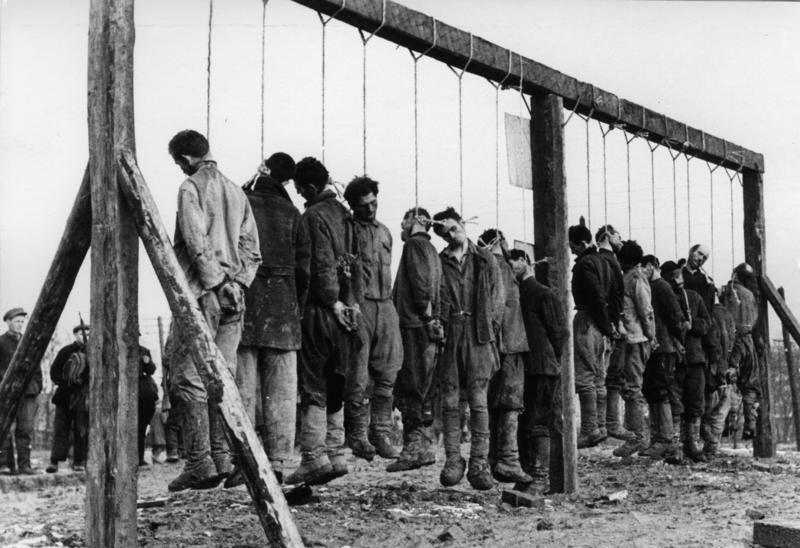
Люди, казнённые как партизаны. Оккупированная территория СССР, 20 января 1943 года

Задача определить точное число гражданских смертей за отсутствием ведущейся статистики видится близкой к невозможной. Группа Г. Ф. Кривошеева по имеющимся источникам сумела учесть 13 684 692 чел. по следующим категориям:
- преднамеренно истреблено на оккупированной территории — 7 420 379 чел.;
- погибло вследствие гуманитарной катастрофы (голод, инфекционные болезни, отсутствие медицинской помощи и т. п.) — 4 100 000 чел.;
- погибло на принудительных работах в Германии — 2 164 313 чел. (ещё 451 100 чел. по разным причинам не возвратились и стали эмигрантами).

В этот список не включены большие, но трудно поддающиеся подсчёту, потери гражданского населения от боевого воздействия в прифронтовых районах, блокадных и осаждённых городах. Так, во время блокады Ленинграда погибло 658 000 человек. При бомбардировках Сталинграда — более 40 000 человек. Десятки тысяч человек погибли от бомбардировок Севастополя, Одессы, Керчи, Новороссийска, Смоленска, Тулы, Харькова, Минска и Мурманска.
По оценке Дж. Барбера и М. Харрисона, из общего числа безвозвратных потерь СССР в 24—26 млн человек — 13,7 млн гражданского населения погибли или умерли на оккупированной нацистской Германией территории, включая угнанных в концентрационные лагеря нацистской Германии. Также не менее 2 млн погибли на территории, остававшейся под контролем СССР, в числе которых: около 750 000 находившихся в лагерях и других местах заключения, около 250 000 депортированных этнических групп (поволжских немцев, чеченцев и ингушей) и около 800 000 жертв блокадного Ленинграда.

### Советские военнопленные

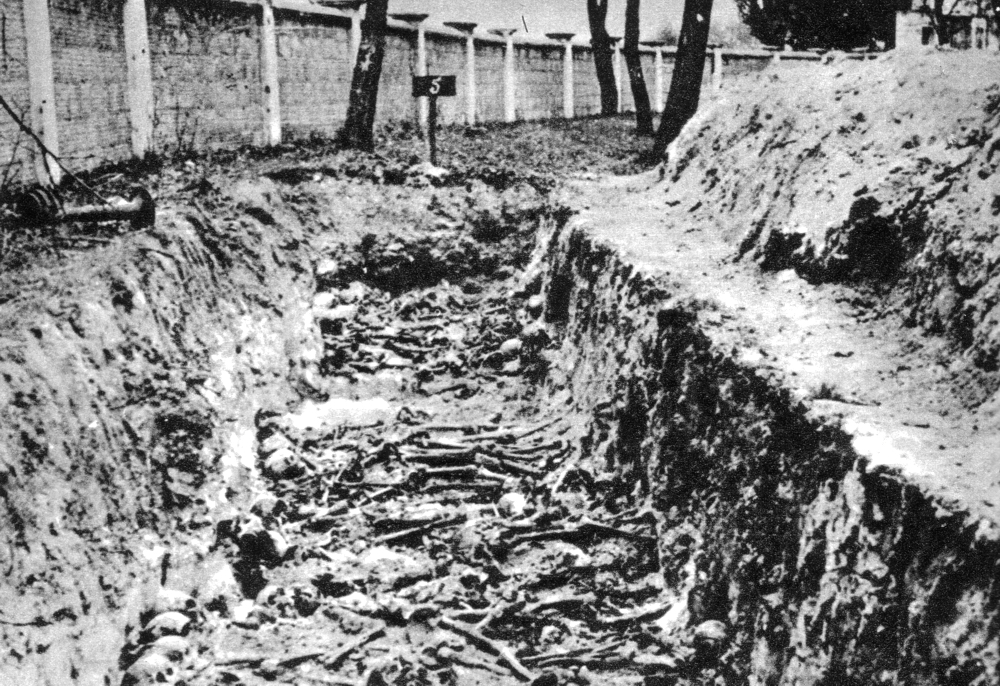
Массовое захоронение советских солдат, убитых немцами в концентрационном лагере для военнопленных. Демблин, оккупированная Германией Польша, 1940-е годы

По данным комиссии Кривошеева, всего за годы войны пропало без вести и оказалось в плену 5 590 000 советских военнослужащих, в числе которых 500 000 призванных военнообязанных, захваченных противником в пути в воинские части. Не все пропавшие без вести были пленены. Около 450 000-500 000 чел. из них фактически погибли или, будучи тяжело раненными, остались на поле боя, занятом противником. В плену оказались также раненые и больные, находившиеся на излечении в госпиталях, которые были захвачены противником. Эти военнослужащие в донесениях советских войск значились в числе санитарных потерь, а в нацистской Германии учтены как военнопленные. Комиссия пришла к выводу что фактически в немецком плену находилось около 4 559 000 военнослужащих, в числе которых и военнообязанные.
Военное командование нацистской Германии с особой жестокостью относились к советским людям. Это проявлялось прежде всего в принципиальном согласии немецкого руководства на бесконтрольное уничтожение советских военнопленных особыми отрядами СС в лагерях. Стремясь к массовому уничтожению советских военнопленных, военные власти обрекали красноармейцев на вымирание от голода, тифа и дизентерии, не оказывая им никакой медицинской помощи. Например, только на территории освобождённой Польши, по данным, установленным польскими органами власти, захоронено 883 485 советских военнопленных, истреблённых в многочисленных нацистских лагерях.
По данным Кривошеева, из немецкого плена живыми вернулось на родину 1 836 562 чел., а 180 000 чел. эмигрировали в другие страны. Из вернувшихся на родину около 1 млн чел. были направлено для дальнейшего прохождения военной службы в частях Красной армии, 600 000 чел. направлены на работу в промышленности в составе рабочих батальонов. 339 000 чел., как скомпрометировавшие себя в плену, — в лагеря НКВД.
Согласно немецким документам, уже к 1 мая 1944 года число советских военнопленных достигло 5 160 000 чел. Вместе с тем стоит учитывать, что к числу военнопленных зачастую причисляли гражданских лиц призывных возрастов, всех сотрудников партийных и советских органов, а также мужчин, отходивших вместе с отступающими и окружёнными войсками. Так, Типпельскирх сообщает о том, что во время штурма Севастополя в плен было взято 100 000 солдат Красной армии, при этом весь гарнизон на 2 июня 1942 года составлял 106 000 человек, при общих безвозвратных потерях в Киевской оборонительной операции в 531 471 военнослужащего (включая убитых), он сообщает о 665 000 только взятых в плен.

### Материальные потери СССР

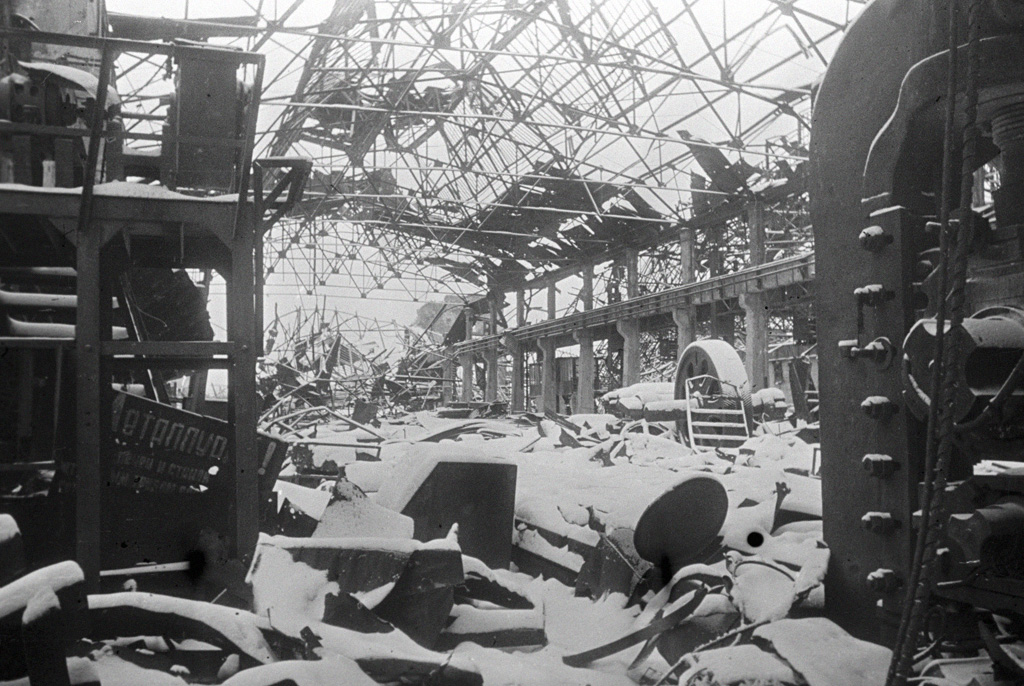
Разрушенный цех завода «Красный Октябрь». Сталинград, СССР, 21 января 1943 года

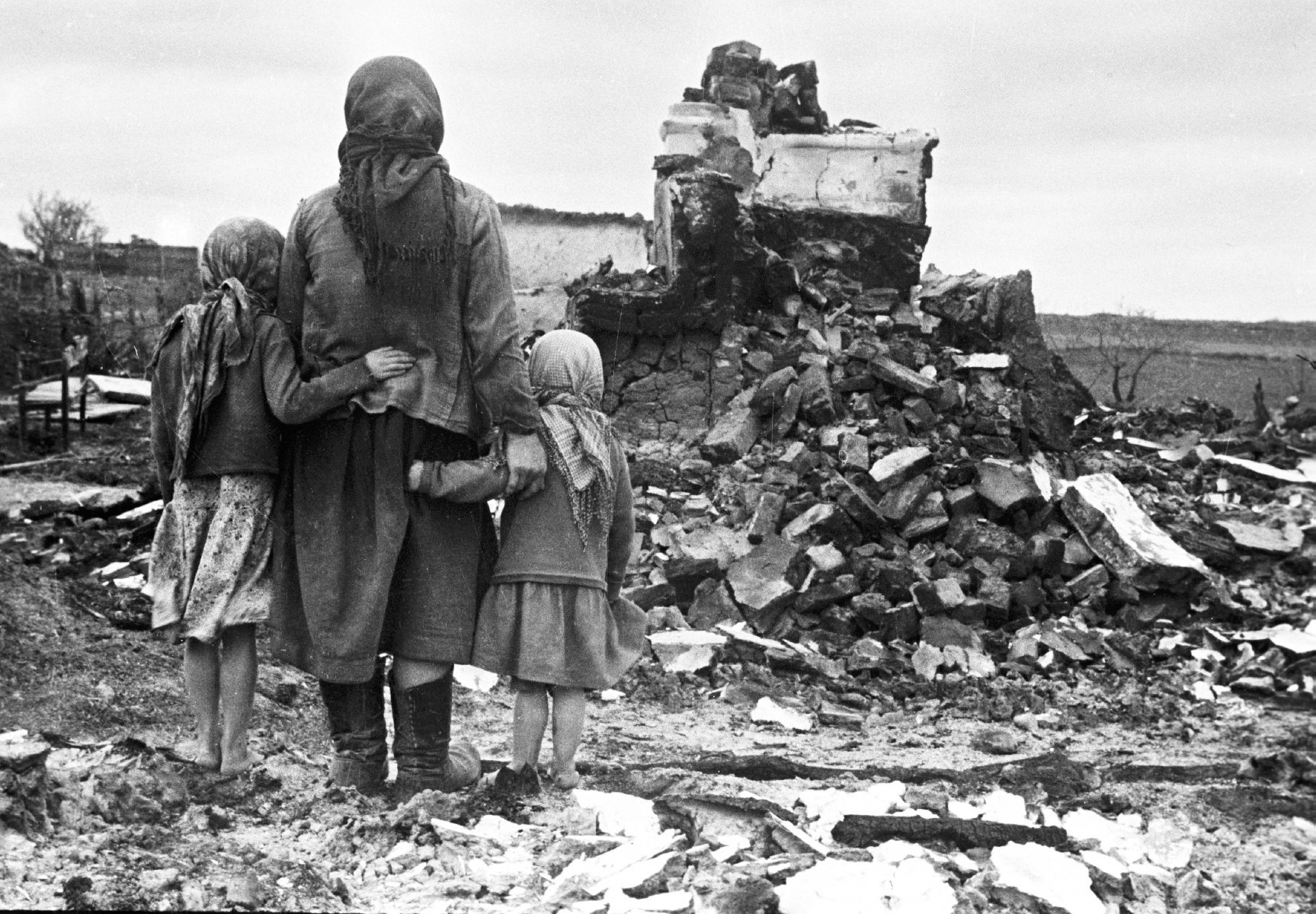
Женщина с двумя девочками смотрит на развалины дома. СССР, 1 сентября 1943 года

За годы войны на советской территории было разрушено 1710 городов и посёлков городского типа и более 70 000 сёл и деревень, 32 000 промышленных предприятий, разгромлено 98 000 колхозов, 1876 совхозов. Государственная комиссия установила, что материальный ущерб составил около 30 % национального богатства Советского Союза, а в районах, подвергшихся оккупации, — около двух третей. В целом материальные потери Советского Союза оцениваются суммой около 2,6 трлн рублей. Для сравнения национальное богатство Великобритании уменьшилось лишь на 0,8 %, Франции — на 1,5 %. В США, наоборот, за период с 1939 года по 1945 год наблюдался рост в 70 % ВВП.
| Наименование               | Количество на 22 июня 1941 года | Общий ресурс | Потери    | % потерь |
| -------------------------- | ------------------------------- | ------------ | --------- | -------- |
| Стрелковое оружие          | 9,33 млн                        | 29,18 млн    | 15,47 млн | 53 %     |
| Миномёты                   | 56 100                          | 400 100      | 205 600   | 51 %     |
| Радиосредства              | 37 400                          | 188 800      | 75 100    | 40 %     |
| Зенитная артиллерия        | 8600                            | 47 000       | 8000      | 17 %     |
| Противотанковая артиллерия | 14 900                          | 69 100       | 42 400    | 61 %     |
| Полевая артиллерия         | 33 200                          | 128 200      | 61 500    | 50 %     |
| Реактивная артиллерия      | --                              | 11 000       | 4900      | 45 %     |
| Тяжёлые танки              | 500                             | 10 500       | 5200      | 50 %     |
| Средние танки              | 900                             | 55 900       | 44 900    | 80 %     |
| Лёгкие танки               | 21 200                          | 42 300       | 33 400    | 79 %     |
| САУ                        | --                              | 23 100       | 13 000    | 56 %     |
| Др. бронетехника и тягачи  | 13 100                          | 72 200       | 37 600    | 42 %     |
| Автомобили                 | 272 600                         | 1 017 000    | 351 800   | 35 %     |
| Бомбардировщики            | 8400                            | 27 600       | 17 900    | 65 %     |
| Штурмовики                 | 100                             | 33 700       | 23 600    | 70 %     |
| Истребители                | 11 500                          | 74 300       | 46 800    | 63 %     |
| Другие самолёты            | 12 100                          | 35 000       | 18 100    | 52 %     |
| Надводные корабли          | 235                             | 623          | 212       | 34 %     |
| Подводные лодки            | 212                             | 263          | 102       | 39 %     |
| Боевые катера              | 466                             | 2615         | 700       | 27 %     |

### Таблицы людских потерь по различным источникам
Здесь представлены различные оценки людских потерь СССР в Великой Отечественной войне, высказанные в разное время учёными, публицистами и политиками. Перечень составлен демографом Л. Л. Рыбаковским в 2010 году.
| Автор оценки           | Год публикации | Общие потери, млн чел. |
| ---------------------- | -------------- | ---------------------- |
| И. Сталин              | 1946           | Около 7                |
| Н. Хрущёв              | 1961           | 20                     |
| Л. Брежнев             | 1965           | Более 20               |
| С. Максудов            | 1977           | 24,5                   |
| А. Кваша               | 1988           | 26—27                  |
| Л. Рыбаковский         | 1988           | 30                     |
| А. Самсонов            | 1988           | 26—27                  |
| Б. Соколов             | 1988           | 21,3                   |
| Ю. Поляков             | 1989           | 26—27                  |
| Л. Рыбаковский         | 1989           | 27—28                  |
| И. Курганов            | 1990           | 44                     |
| С. Иванов              | 1990           | 46                     |
| Е. Андреев и др.       | 1990           | 26,6                   |
| Э. Шеварднадзе         | 1990           | 26                     |
| М. Горбачёв            | 1990           | 27                     |
| А. Самсонов            | 1991           | 26—27                  |
| Б. Соколов             | 1991           | 29,4                   |
| О. Лебедев             | 1991           | 35—37                  |
| А. Шевяков             | 1991           | 27,7                   |
| В. Елисеев, С. Михалёв | 1992           | 21,8                   |
| А. Шевяков             | 1992           | 29,5                   |
| Б. Ельцин              | 1995           | 26,549                 |
| А. Соколов             | 1995           | 21,7—23,0              |
| П. Полян               | 1996           | 26                     |
| Б. Харенберг           | 1996           | 27                     |
| С. Михалёв             | 1997           | 23,568                 |
| Б. Ельцин              | 1997           | 26,452                 |
| Б. Соколов             | 1998           | 43,3                   |
| В. Эрлихман            | 2004           | 26,5                   |
| В. Н. Земсков          | 2015           | 16                     |

| Автор                  | Год  | Военные, млн чел. | Гражданские, млн чел. | Общие, млн чел. |
| ---------------------- | ---- | ----------------- | --------------------- | --------------- |
| Лоример Ф.             | 1946 | 5                 | 11                    | 16              |
| Жорж П.                | 1946 | 7                 | 10                    | 17              |
| Тимашев Н.             | 1948 | 7                 | 18,3                  | 25,3            |
| Арнц Г.                | 1953 | 13,6              | 7                     | 20,6            |
| Бирабен Ж.-Н.          | 1958 | 8                 | 6,7                   | 14,7            |
| Исон У.                | 1959 | 10                | 15                    | 25              |
| Земке Э.               | 1968 | более 12          |                       |                 |
| Ситон А.               | 1971 | 10                |                       |                 |
| Эллиот Г.              | 1972 | 10                | 10                    | 20              |
| Уиллетс Г.             | 1980 | около 10          | около 10              | 20              |
| Мессенджер Ч.          | 1989 |                   |                       | 20              |
| Киган Д.               | 1989 | 7                 | 7                     | 14              |
| Руммель Р.             | 1990 | 7                 | 12,25                 | 19,625          |
| Эллис Д.               | 1993 | 11                | 6,7                   | 17,7            |
| Эллман М., Максудов С. | 1994 | 8,7               | 18                    | 26—27           |
| Валлечинский Д.        | 1995 | 13,6              |                       | 20—26           |
| Дэвис Н.               | 1996 | 8—9               | 16—19                 | 24—28           |
| Овери Р.               | 1998 | 8,668             | 17                    | 25              |
| Мазовер М.             | 1998 | 9,5               | 10                    | 19,5            |
| Клодфельтер М.         | 2002 | 8,668             |                       | 20—26           |
| Хейнс М.               | 2003 | 8,7               | 17,9                  | 26,6            |
| Гилберт М.             | 2004 | 13,3              | 7                     | более 20        |
| Вилмотт Х.             | 2004 | 8,7               | 16,9                  | 25,6            |
| Джадт Т.               | 2005 | 8,6               | 16                    | 24,6            |
| Дэвис Н.               | 2006 | 8,668             | 18,332                | 27              |
| Барбер Д., Харрисон М. | 2006 | более 8,7         | 13,7                  | 24—26           |
| Корт М.                | 2008 |                   |                       | 27              |
| Роузфилд С.            | 2009 | 8,7               | 17,7—20,3             | 26,4—29         |
| Ломагин Н.             | 2009 | около 8,6         |                       | более 27        |
| Томпсон Дж.            | 2009 |                   |                       | 27              |
| Девлет Н.              | 2013 | 10,6              | 16―17                 | 26—27           |
| Энгель Б., Мартин Дж.  | 2015 | 7—8               | 19                    | 26—27           |

## Потери Германии и её союзников

### Людские потери

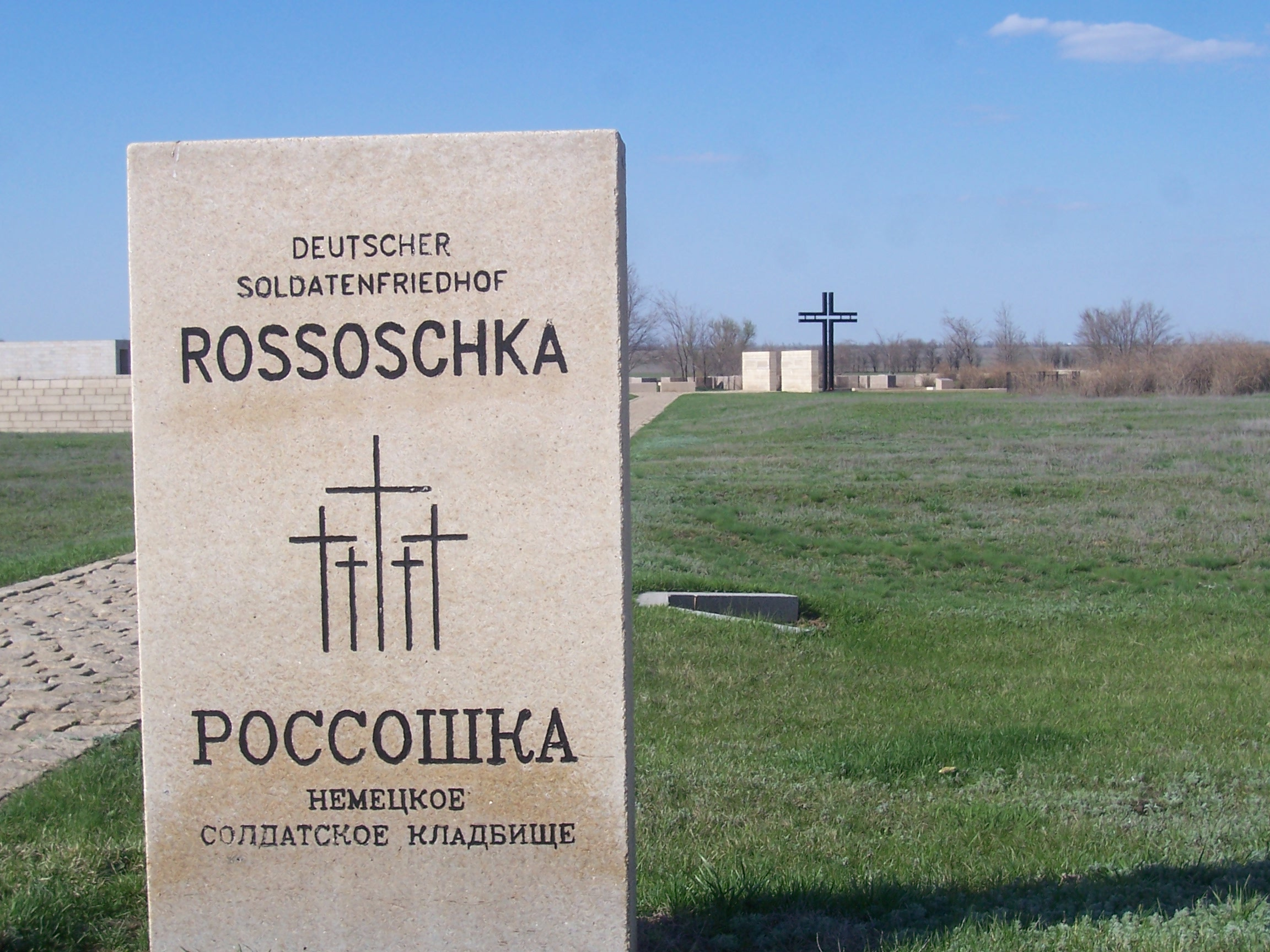
Кладбище немецких солдат, погибших в Сталинградской битве. Военно-мемориальное кладбище в селе Россошки, Волгоградская область, Россия

На данный момент наиболее полное исследование по демографическим потерям Германии провёл немецкий историк полковник Рюдигер Оверманс. Для оценки демографических потерь Оверманс задействовал метод статистической выборки. Используя его, он определил общие демографические потери и распределил их по фронтам, возрасту военнослужащих, видам вооружённых сил и другим категориям. Источником выборки послужила картотека немецкой службы по оповещению близких родственников павших WASt, содержащая 18,3 млн персональных карточек. Согласно его работе демографические потери Германии на всех фронтах составили 5,318 млн человек. До 31 декабря 1944 года на Восточном фронте погибло 2,743 млн военнослужащих. Дать распределение потерь по фронтам для 1945 года Оверманс не сумел. Всего на всех фронтах в 1945 году погибло 1,230 млн военнослужащих; из них, по предположению Оверманса, на советско-германском фронте погибло 65—70 % военнослужащих.
Потери личного состава вермахта убитыми на восточном фронте:
| Год и квартал     | Потери вермахта убитыми | Соотношение к безвозвратным потерям Красной армии |
| ----------------- | ----------------------- | ------------------------------------------------- |
| 1941, III квартал | 185 198                 | 11,5                                              |
| 1941, IV квартал  | 117 297                 | 8,6                                               |
| 1942, I квартал   | 136 396                 | 5,0                                               |
| 1942, II квартал  | 90 198                  | 9,4                                               |
| 1942, III квартал | 145 264                 | 8,5                                               |
| 1942, IV квартал  | 134 957                 | 3,9                                               |
| 1943, I квартал   | 294 706                 | 2,5                                               |
| 1943, II квартал  | 48 132                  | 4,0                                               |
| 1943, III квартал | 187 858                 | 4,3                                               |
| 1943, IV квартал  | 169 957                 | 3,5                                               |
| 1944, I квартал   | 228 419                 | 2,5                                               |
| 1944, II квартал  | 263 706                 | 1,4                                               |
| 1944, III квартал | 517 907                 | 1,0                                               |
| 1944, IV квартал  | 222 914                 | 1,6                                               |
| Всего             | 2 743 000               | 4,2                                               |

В войну против Советского Союза немецким командованием было вовлечено население оккупированных стран путём вербовки добровольцев. Таким образом появлялись отдельные воинские формирования из числа граждан Франции, Нидерландов, Дании, Норвегии, Хорватии, а также из граждан СССР, оказавшихся в плену или на оккупированной территории (русские, украинские, армянские, грузинские, азербайджанские, мусульманские и др.). Как именно учитывались потери этих формирований, чёткой информации в немецкой статистике нет (см. Иностранные добровольцы вермахта).
При определении масштабов людских потерь Германии необходимо также учитывать, в каких географических границах государства они подсчитаны. Так, потери Германии в границах 1937 года — одни, а с учётом только немецкого населения нацистской Германии в границах 1941 года — совсем иные. В немецких публикациях безвозвратные людские потери Германии даются, как правило, в границах 1937 года. Аналогичное положение с довоенными и послевоенными территориями Венгрии и Румынии. Например, в румынскую армию призывались молдаване, но их потери в войне против СССР фактически включены в демографические утраты Советского Союза.
Также постоянным препятствием для определения реального числа потерь личного состава войск являлось смешивание потерь военнослужащих с потерями гражданского населения. По этой причине в Германии, Венгрии и Румынии потери вооружённых сил значительно уменьшены, так как часть их учтена в числе жертв гражданского населения (200 000 чел. составляют потери военнослужащих, а 260 000 чел. — гражданского населения). Например, в Венгрии это соотношение было 1:2 (140 000 — потери военнослужащих и 280 000 — потери гражданского населения). Так, в 1950-е годы в ФРГ утверждалось, что во время насильственного переселения из восточных в западные регионы Германии в 1945—1946 годы погибли 1,5 млн человек и 1 млн человек во время изгнания из Румынии, Венгрии, Чехословакии и Польши, более 800 000 немецких военнослужащих погибли в плену, что впоследствии не получило никаких доказательств, однако цифры потерь вермахта откорректированы не были. Всё это существенно искажает статистику о потерях войск стран, воевавших на советско-германском фронте.
Также абсолютно неизвестны потери военизированных формирований: Службы трудовой повинности, организации Тодта, гитлерюгенда, фольксштурма, полиции, Службы имперских путей сообщения. Все эти потери обычно относят к потерям мирного населения.
В немецкой радиотелеграмме, исходящей из отдела учёта потерь вермахта от 22 мая 1945 года, адресованной генерал-квартирмейстеру ОКВ, в ответ на его запрос приводятся следующие сведения:

На радиограмму ОКВ генерал-квартирмейстера № 82/266 от 18.05.45 г. сообщаю:
1. Потери вермахта
а) Погибшие, включая 500 тыс. умерших от ран, — 2,03 млн
Кроме того, умерло в результате несчастных случаев и болезней — 200 тыс.;
в) Раненые … 5,24 млн
с) Пропавшие без вести … 2,4 млн
Общие потери … 9,73 млн
2. Со 2.05.45 г. у СССР находится около 70 тыс. раненых и 135 тыс. — у американцев и англичан.
3. Всего раненых в рейхе на настоящее время около 700 тыс. …
Отдел учёта потерь вермахта 22.05.45 г.

По справке организационного отдела ОКХ от 10 мая 1945 года только сухопутные силы, включая войска СС (без ВВС и ВМС), за период с 1 сентября 1939 по 1 мая 1945 года потеряли 4 617 000 человек.
За два месяца до смерти Гитлер в одном из выступлений объявил, что Германия потеряла 12,5 млн убитыми и ранеными, из которых половину — убитыми. Этим сообщением он фактически опроверг оценки масштабов людских потерь, сделанные другими нацистскими лидерами и правительственными органами.
Генерал Йодль после окончания военных действий заявил, что Германия в общей сложности потеряла 12,4 млн чел., из которых 2,5 млн убитыми, 3,4 млн пропавшими без вести и пленными и 6,5 млн ранеными, из которых примерно 12—15 % не вернулись в строй по тем или иным причинам.
В 1953 году Гельмут Арнтц указал, что во всей Второй мировой войне вооружённые силы Германии в границах 1937 года потеряли убитыми 3,250 млн этнических немцев. Общие потери немецкого народа составили 6,5 млн человек. Количество убитых и пропавших без вести среди немецкого гражданского населения составляет свыше 3 млн человек, в том числе: 500 000 человек погибло от бомбардировок; 2 550 000 пропало без вести во время насильственного выселения 1944—1946 годов, их следует считать погибшими; 300 000 этнических немцев было уничтожено органами нацистской Германии по расовым, религиозным и политическим причинам. Военные потери союзников Германии в Европе составили 1 142 000 человек, потери гражданского населения — 949 000 человек.
Согласно приложению к закону ФРГ «О сохранении мест захоронения» общее число захороненных на территории СССР и Восточной Европы немецких солдат составляет 3,226 млн, из которых известны имена 2,395 млн, однако эта цифра не учитывает большое число солдат не немецкой национальности: австрийцев (270 000), судетских немцев и эльзасцев (230 000), представителей других национальностей (370 000). Значительное количество захоронений исчезло, большое число солдат вермахта не были захоронены должным образом. Так, например, российская Ассоциация военных мемориалов, созданная в 1992 году, сообщила, что за 10 лет своего существования передала Немецкому союзу по уходу за воинскими захоронениями сведения о захоронениях 400 000 солдат вермахта. Не ясно, включена ли эта цифра в общую статистику. Кроме того, в боях с Красной армией на территории Германии и Австрии погибло примерно 1,2—1,5 млн солдат вермахта. Таким образом, число погибших солдат вермахта составляет 4,4—4,7 млн человек.
По исследованию Кривошеева, за всю Вторую мировую войну вооружённые силы нацистской Германии потеряли убитыми и ранеными, по неполным данным, 13 448 000 чел., или 75,1 % от числа мобилизованных в годы войны, и 46,0 % всего мужского населения Германии, включая Австрию. При этом на советско-германском фронте её безвозвратные потери составили 7 181 100 военнослужащих. Потери союзников Германии составили 1 468 000 чел.: Венгрия — 809 000 чел., Румыния — 475 000 чел., Италия — 93 000 чел., Финляндия — 84 000 чел., Словакия — 7000 чел. Итого безвозвратные потери нацистской Германии вместе с союзниками — 8 649 200 чел. После взаимного возвращения военнопленных число погибших военнослужащих нацистской Германии и его союзников (на Восточном фронте) определилось как 5 076 000 человек. Общие демографические потери Германии и её союзников за всю Вторую мировую войну составили 11,9 млн человек.

### Восточный (советско-германский) фронт
В монографии В. И. Дашичева
«Банкротство стратегии германского фашизма. 1933—1945 гг.», Том 1, 2. — М.: Наука, 1973. — Том 2: Приложение, приводятся сведения о потерях в категории убитые, погибшие, умершие с 22 июня 1941 года по 9 мая 1945 года: немецкая армия потеряла (без раненых) на советско-германском (Восточном фронте) 1 млн 874 тыс. человек; Красная армия потеряла (без раненых) 8,8 млн человек.

### Военнопленные Германии и её союзников

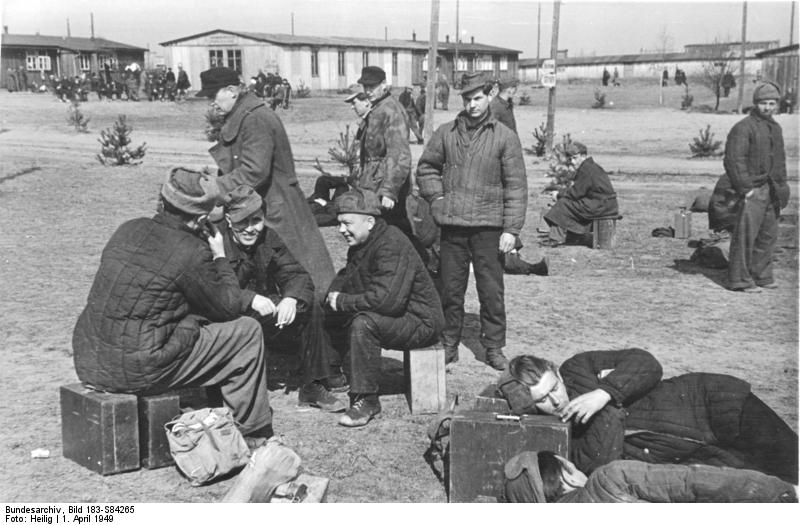
Немецкие военнопленные возвращаются домой. Франкфурт-на-Одере, Советская зона оккупации Германии, 1 апреля 1949 года

По донесениям фронтов и отдельных армий, обобщённым в Генеральном штабе ВС СССР, советскими войсками было пленено 4 377 300 немецких военнослужащих, из которых около 600 000 чел., после соответствующей проверки, были освобождены непосредственно на фронтах. В основной массе это были лица негерманской национальности, насильственно призванные в вермахт и армии её союзников (поляки, чехи, словаки, румыны, словенцы, болгары, молдаване, фольксдойче и др.), а также нетранспортабельные инвалиды. На территорию СССР в тыловые лагеря для содержания военнопленных эти лица не отправлялись и в учётные данные включены не были.
|                     | Учтено военнопленных | Освобождено и репатриировано | Умерло в плену |
| ------------------- | -------------------- | ---------------------------- | -------------- |
| Вермахт             | 2 733 739            | 2 352 671                    | 381 067        |
| Союзники Вермахта   | 752 467              | 615 014                      | 137 753        |
| Всего военнопленных | 3 486 206            | 2 967 686                    | 518 520        |
| %                   | 100 %                | 85,1 %                       | 14,9 %         |

### Материальные потери нацистской Германии и её союзников

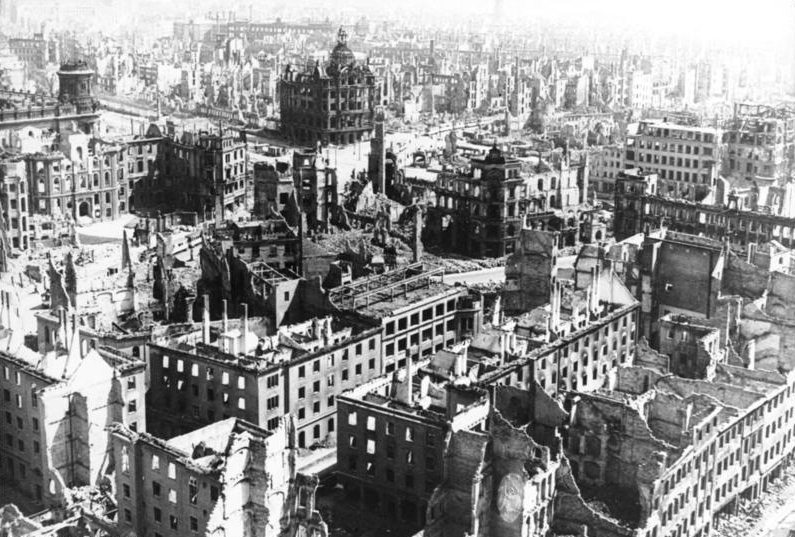
Разрушенный после бомбардировок Дрезден. Германия, 1 января 1945 года

Говоря о безвозвратных потерях боевой техники и вооружения нацистской Германии и его союзников за Вторую мировую войну в целом, всё вооружение, произведённое ими до начала войны и в её ходе, было потеряно. Так, потеряно танков и САУ — 42 700, орудий и миномётов — 379 400, боевых самолётов — 75 700. 74—75 % указанных потерь составляют потери на советско-германском фронте. После безоговорочной капитуляции Германии в мае 1945 года её вооружённые силы перестали существовать.
| Наименование      | Потери СССР | Потери нацистской Германии | Потери союзников нацистской Германии | Всего   | Соотношение |
| ----------------- | ----------- | -------------------------- | ------------------------------------ | ------- | ----------- |
| Танки и САУ       | 96 500      | 32 000                     | 500                                  | 32 500  | 3,0:1       |
| Орудия и миномёты | 317 500     | 280 800                    | 8400                                 | 289 200 | 1,1:1       |
| Боевые самолёты   | 88 300      | 56 800                     | 2100                                 | 58 900  | 1,5:1       |

| Причина потерь       | Количество боевых и вспомогательных судов | Количество транспортных судов | Тоннаж транспортных судов, брт |
| -------------------- | ----------------------------------------- | ----------------------------- | ------------------------------ |
| Морская авиация      | 407                                       | 371                           | 800 296                        |
| Подводные лодки      | 33                                        | 157                           | 462 313                        |
| Надводные корабли    | 53                                        | 24                            | 45 197                         |
| Мины                 | 103                                       | 110                           | 250 101                        |
| Береговая артиллерия | 18                                        | 14                            | 28 646                         |
| Неизвестно           | 94                                        | 115                           | 251 666                        |
| Всего                | 708                                       | 791                           | 1 838 219                      |

## Долгосрочные демографические последствия

### Демографические последствия для Советского Союза
Россия и союзные республики понесли в Великой Отечественной войне огромные демографические потери. В войне погибло около 20 млн мужского населения и 6,5 млн женского. Образовавшийся гендерный дисбаланс стал причиной резкого увеличения доли одиноких женщин вследствие овдовения и дефицита женихов на брачном рынке. К гибели огромного числа людей, деформирующей всю возрастно-половую пирамиду, добавляются ещё и деформации, вызванные резким снижением рождаемости в военные годы. Спустя четверть века после войны дети военных лет сами становились родителями, но их было мало, поэтому невелико было и число их детей — наиболее глубоким было падение в 1967—1969 годы, которые отстали на 25 лет от 1942—1945 годов. Война запустила цикл колебаний годовых чисел рождений, который продолжается до сих пор. Эти циклические колебания численности поколений затронули как частную жизнь десятков миллионов людей, так и экономическую и социальную жизнь всей страны.

### Демографические последствия для Германии
Значительные возрастно-половые деформации характерны для большинства воевавших стран, в том числе и для Германии, также понёсшей огромные потери как в Первой, так и особенно во Второй мировой войне. В послевоенных возрастных пирамидах Германии и России есть много общего, но тем не менее женский перевес в воевавших поколениях в РСФСР несопоставимо больше, чем в Германии. Он особенно велик в поколениях, воевавших в войнах второго десятилетия XX века, так как, в отличие от Германии, Россия несла потери не только в Первой мировой, но и в Гражданской войне. Тем не менее он значителен также и в более молодых поколениях, что говорит и о более значительных потерях России во Второй мировой войне.

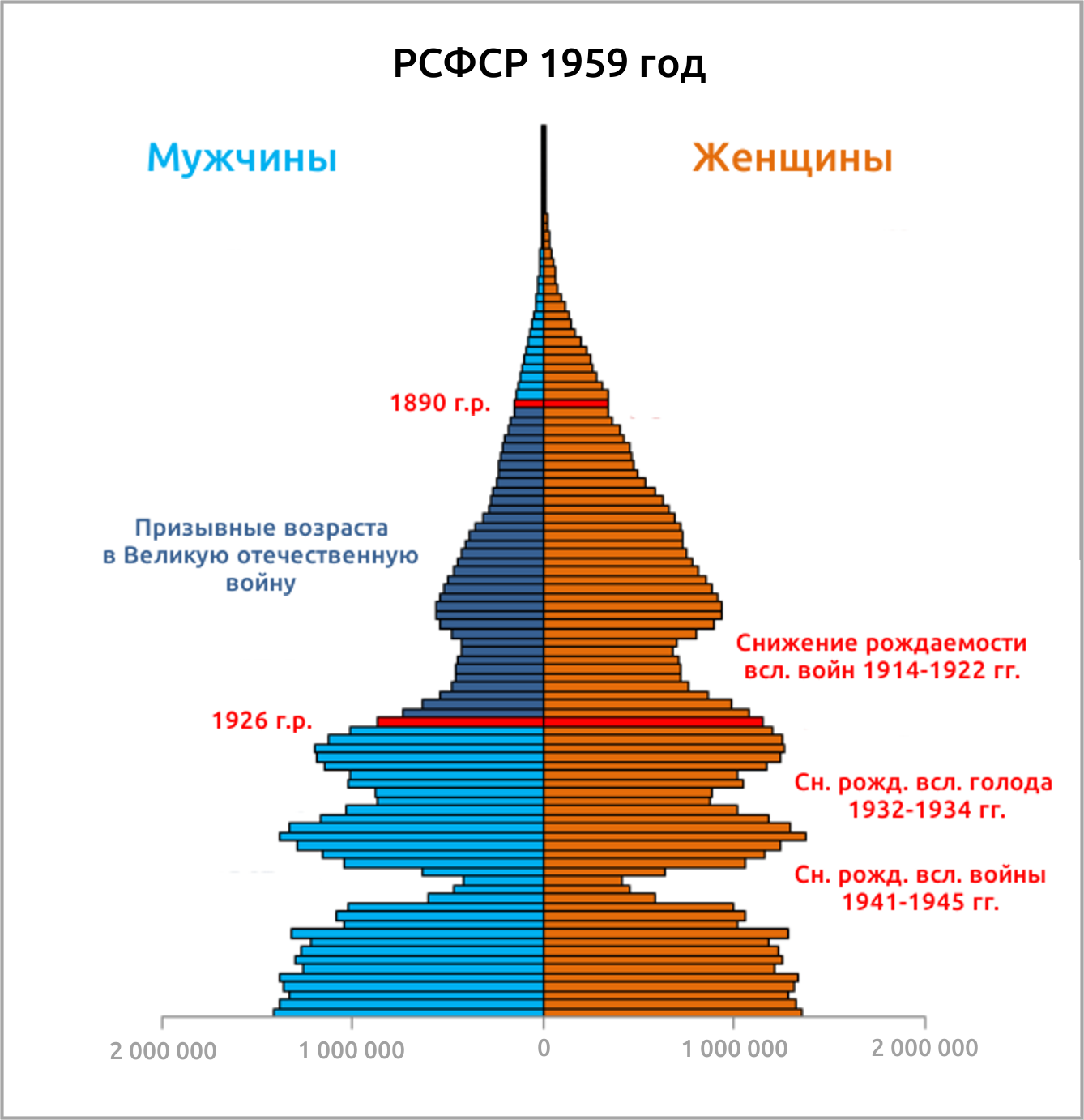
Возрастно-половая пирамида РСФСР по переписи 1959 года
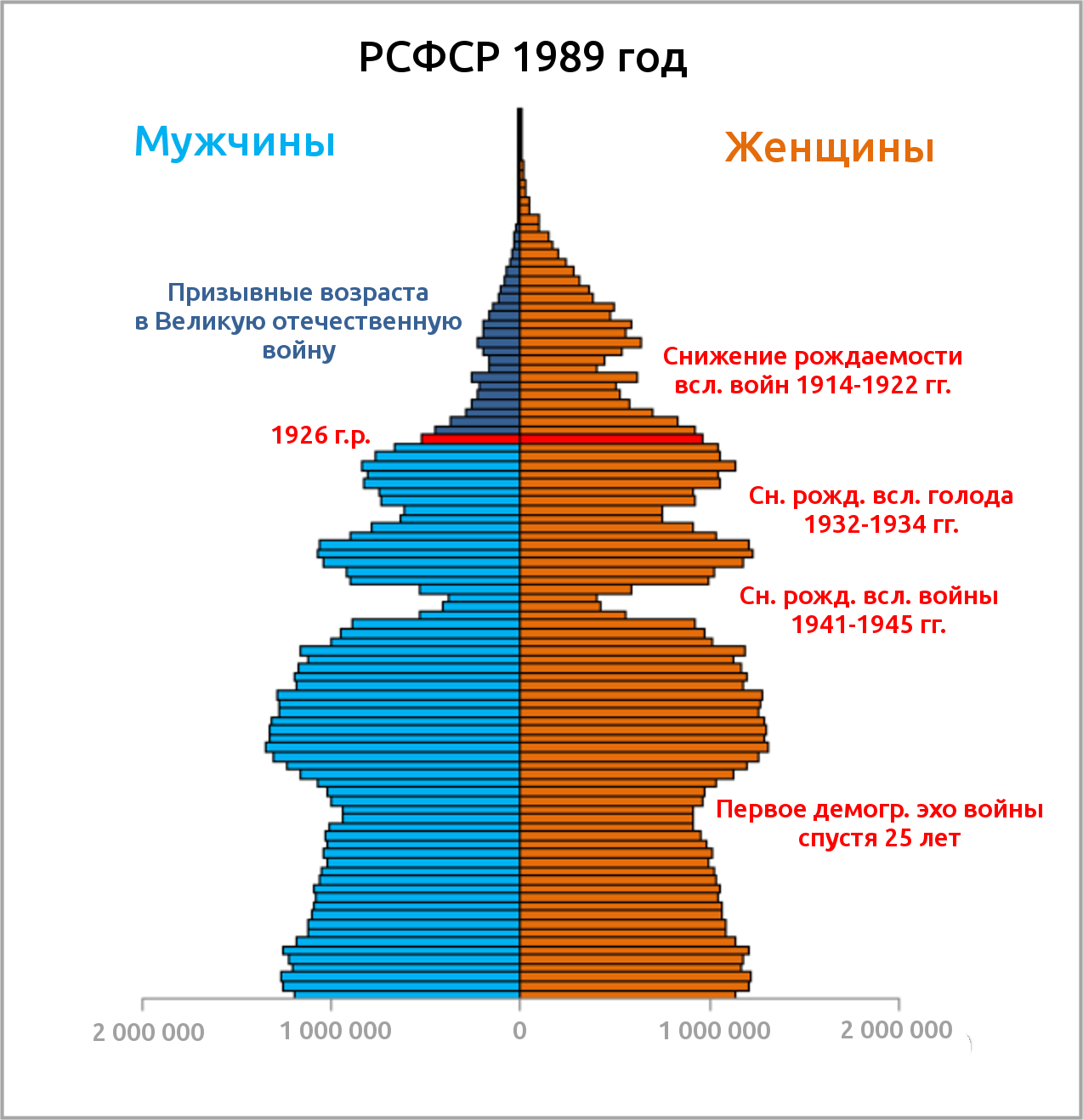
Возрастно-половая пирамида РСФСР по переписи 1989 года
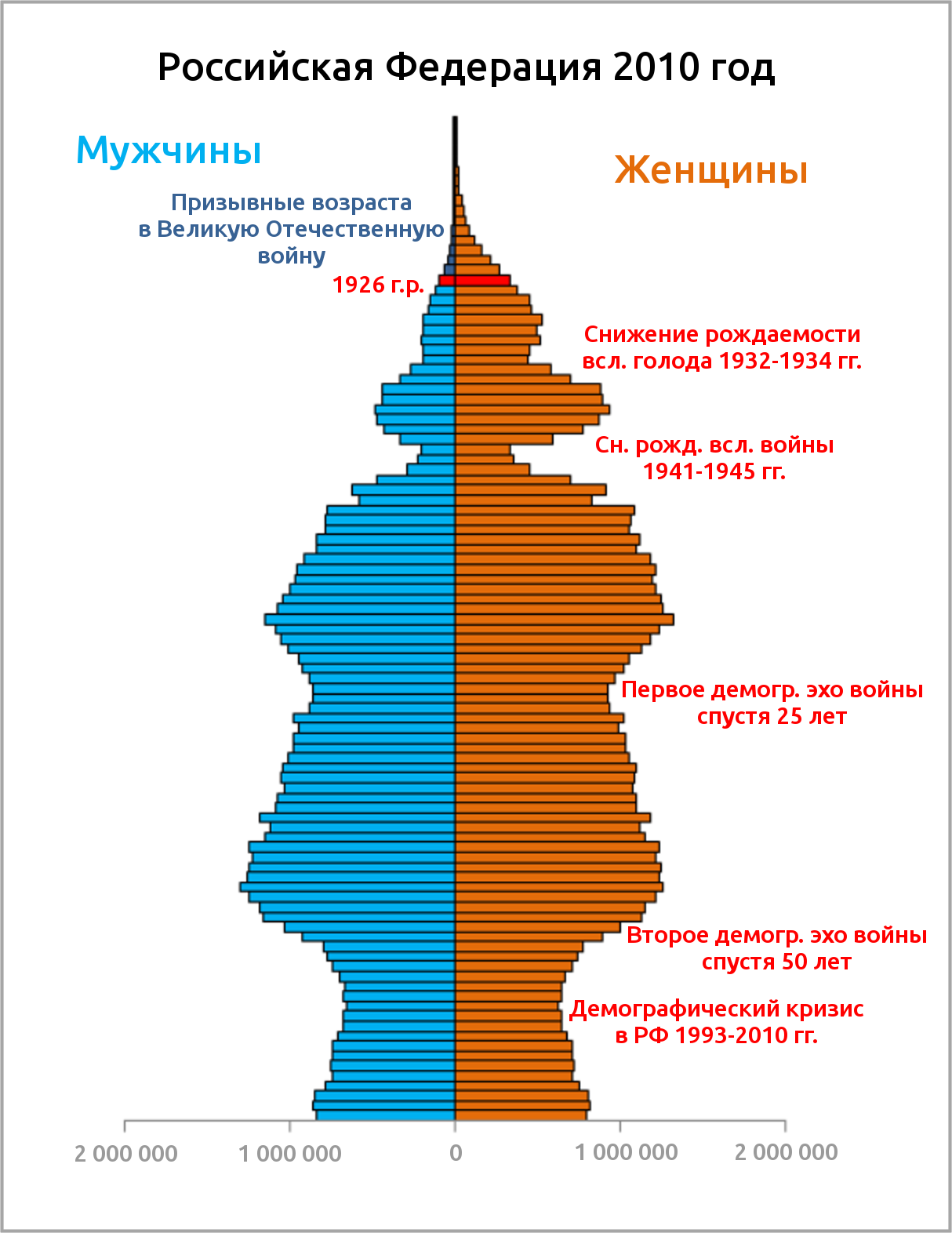
Возрастно-половая пирамида Российской Федерации по переписи 2010 года
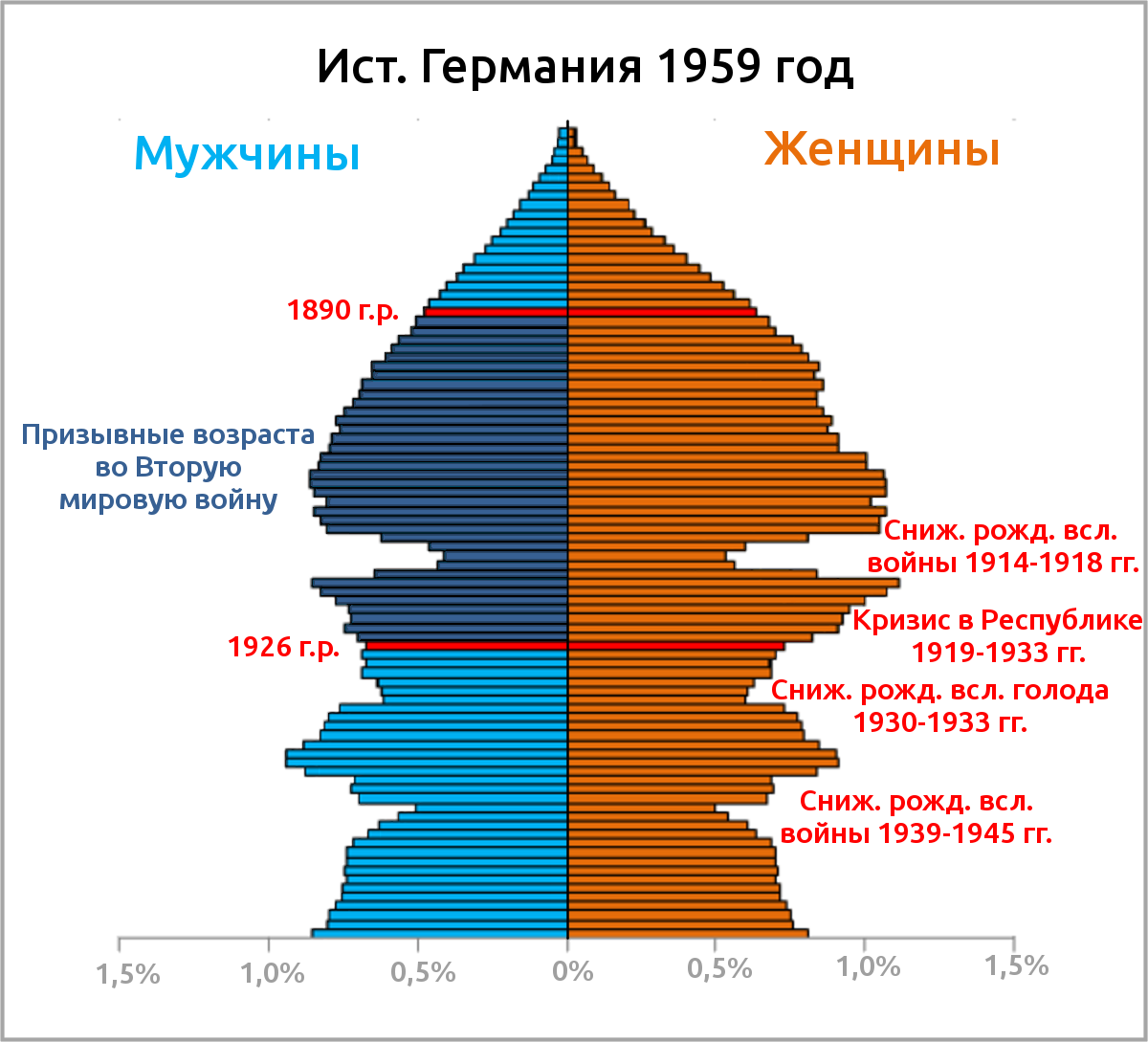
Возрастно-половая пирамида исторической Германии на 1959 год

### Комментарии
1. ↑  В 1993 году после снятия государственной тайны со многих документов группой исследователей под руководством консультанта Военно-мемориального центра ВС РФ Григория Кривошеева было проведено большое статистическое исследование по потерям в вооружённых силах России и СССР в войнах XX века.
2. ↑  В этот список не включены большие, но трудно поддающиеся подсчёту, потери гражданского населения от боевого воздействия противника в прифронтовых районах, блокадных и осаждённых городах. Так, во время блокады Ленинграда погибло 658 000 человек. При бомбардировках Сталинграда — более 40 000 человек. Десятки тысяч человек погибли от бомбардировок Севастополя, Одессы, Керчи, Новороссийска, Смоленска, Тулы, Харькова, Минска и Мурманска.
3. ↑  Группой Кривошеева на основе анализа статистических данных штаба нацистской Германии за период с 22 июня 1941 по 31 января 1945 года, а также учётных документов Генерального штаба Красной армии о числе военнопленных, захваченных советскими войсками за этот период.
4. 1 2 3  Не считая 1,6 млн немецких солдат, взятых в плен после 9 мая 1945 года, неизвестны потери фольксштурма, гитлерюгенда, организации Тодта, Службы трудовой повинности, Службы имперских путей сообщения, полиции.
5. ↑  Учитывая 220 тыс. граждан СССР, принимавших участие в войне на стороне нацистской Германии.
6. ↑  Учитывая 180 тыс. солдат, эмигрировавших в другие страны или вернувшихся на родину в обход сборных пунктов.
7. ↑  Долгое отсутствие доступа к первоисточникам, принципиальное отсутствие первоисточников по немецким потерям отдельно для Восточного фронта в 1945 году (см. основной конфликт — Вторая мировая война), явная идеологическая и политическая заинтересованность различных сторон.
8. ↑  Без учёта численности приехавших в страну между серединой 1941 года и началом 1946 года (остатки первой волны эмиграции из Маньчжурии, Югославии и других стран, некоторые другие категории).
9. 1 2  Снижение рождаемости с 23,3 млн до 14,6 млн за аналогичный период не учитывается в демографических потерях.
10. ↑  Общий ресурс составляет сумму количества оружия и техники на 22 июня 1941 года и поступившего из промышленности и по ленд-лизу за годы войны.
11. ↑  В графе «Потери» учтены боевые и небоевые потери вместе, так как удельный вес небоевых потерь незначителен, кроме авиации, где он составляет 40—50 %.
12. ↑  В приведённые числа не включены потери вермахта во время войны в Польше и в ходе других боевых действий за период с 1 сентября 1939 по 22 июня 1941 год.
13. ↑  В таблице указано количество кораблей и транспортов, достоверность гибели которых подтверждена двусторонними данными (СССР и Германии).
14. ↑  Потопленные малые суда нацистской Германии тоннажем менее 100 брт в число потерь не включены.
15. ↑  Потери в зоне действий советского ВМФ по неустановленным причинам.